# بات تاناكا
بات تاناكا (بالإنجليزية: Pat Tanaka)‏ هو مصارع محترف أمريكي، ولد في 5 أغسطس 1961 في هونولولو في الولايات المتحدة.

## وصلات خارجية
- بات تاناكا على موقع CageMatch worker (الإنجليزية)
- بات تاناكا على موقع قاعدة بيانات المصارعة على الإنترنت (الإنجليزية)

- بات تاناكا على موقع IMDb (الإنجليزية)
- بات تاناكا على موقع قاعدة بيانات الفيلم (الإنجليزية)